# Wainer Vaccari

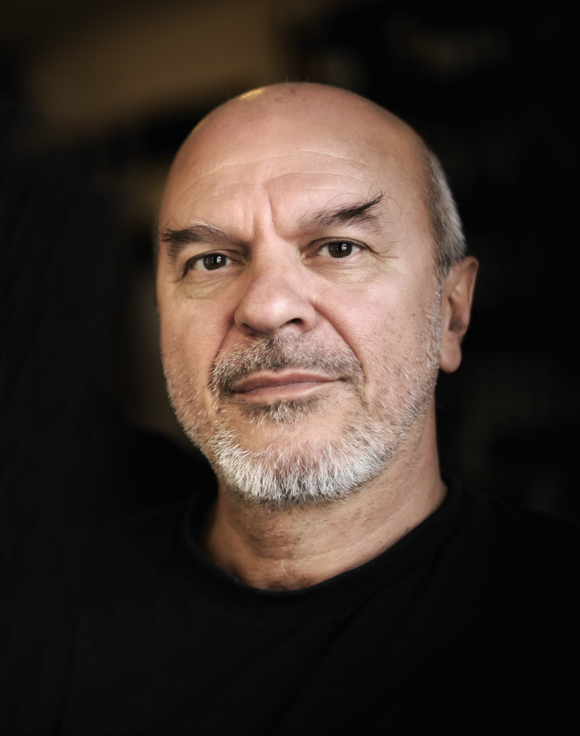
Wainer Vaccari

Wainer Vaccari (* 8. Dezember 1949 in Modena) ist ein italienischer Maler, Skulpteur und Illustrator.

## Biographie
Wainer Vaccari debütierte in den 1970er Jahren mit einer Ausstellung in der Galerie „La Sfera“. Seine Karriere erlebte dann einen Wendepunkt, als er den Kunsthändler Emilio Mazzoli kennenlernte, für den er 1983 eine Einzelausstellung organisierte in Modena. Im folgenden Jahr nahm Vaccari an zwei wichtigen Gruppenausstellungen teil: „La scuola di Atene“ in Acireale und der Biennale „Trigon“-Ausstellung in Graz, die beide von Achille Bonito Oliva kuratiert wurden.
In dieser Zeit verlor seine Kunst den anfänglichen Einfluss der deutschen Neuen Sachlichkeit und begann, sich mit der manieristischen Kunst des 16. Jahrhunderts in Italien und der visionären Figuration des nördlichen 19. zu befassen. Die Ergebnisse dieser Forschungen führten dazu, dass Vaccari seine Ausstellungstätigkeit über die italienischen Grenzen hinaus ausdehnte und die Gunst wichtiger europäischer Institutionen gewinnen. In den folgenden zehn Jahren wurden seine Werke in Privatgalerien, wie der Susan Wyss in Zürich, der Jule Kewenig in Frechen-Bachem(Köln) und der Thomas Levy in Hamburg sowie in Museen wie dem in Horsens, Dänemark, der Kunsthalle in Rotterdam, Niederlande, und dem Kunstverein in München ausgestellt. Auch das prestigeträchtige Stedelijk Museum in Amsterdam, das 1992 eines seiner Werke mit dem Titel „Tondo“ erwarb, ist auf sein Werke aufmerksam geworden.
Das Ende der 1990er Jahre war geprägt von mehreren Einzelausstellungen, die Vaccaris Präsenz in der internationalen Kunstszene konsolidierten, wie etwa 1997 in der „Galerie Thomas“ in München und in den beiden folgenden Jahren in der Galerie Numaga in Neuchâtel und in der Redfern Gallery in London.
Doch Trotz der positiven Resonanz im Ausland hielt Vaccari seine Kontakte zu Italien aufrecht und hatte 1994 eine Einzelausstellung in der Galleria Civica in Modena, gefolgt von drei Ausstellungen zwischen 1996 und 1997 in der Galleria Forni in Bologna, in der Galleria Goethe in Bozen und in der Galleria dello Scudo in Verona. Im Jahr 1999 war er in Rom zur dreizehnten Ausgabe der Quadriennale eingeladen. Das Jahr 2000 ist in der Tat durch eine intensive Auseinandersetzung mit der Sprache der Malerei gekennzeichnet, die ihn zu einem tiefgreifenden Überdenken seiner eigenen Darstellungsweise bewegt. Die ersten Ergebnisse dieser stilistischen Wende werden in den Ausstellungen in der Galleria Emilio Mazzoli in Modena(2001), in der Galleria Pack in Mailand (2002), im Museum Moderner Kunst in Passau (2003), im Kunsthaus Hamburg (2005) und in der Galleria Bonelli in Mantua (2007) präsentiert.
Im Jahr 2008 nahm er an der Peking-Biennale teil, während er 2011 zu den Künstlern gehörte, die im von Vittorio Sgarbi geleiteten italienischen Pavillon der Biennale in Venedig ausgestellt wurden. Später im Jahr 2012 war Vaccaris Reflexion über die Kunst mit einer intensiven erkenntnistheoretischen Studientätigkeit verbunden, die den Künstler zu einer neuen und originellen Feinabstimmung seiner eigenen Bildsprache und seines Stils führte.
Anschließend nahm Vaccari an wichtigen Gruppenausstellungen sowohl in Italien als auch im Ausland teil, darunter 2013 die Ausstellung in Schleswig „Lieblingsbilder aus der Sammlung Grosshaus“ auf Schloss Gottorf.
Im Jahr 2015 stellte er, wiederum in Deutschland, in der „Levy Galerie“ in Hamburg aus, während er 2017 in die „Galleria Emilio Mazzoli“ in Modena zurückkehrte, um eine wichtige Einzelausstellung mit dem Titel „Visioni diverse“ zu zeigen, die von Flavio Arensi kuratiert wurde.

## Werke in Sammlungen und öffentlichen Institutionen
- Einige seiner Werke befinden sich im Palazzo Chigi, im Italienischen Parlament, im Stedelijk Museum in Amsterdam, im Horsenskunstmuseum in Horsens (Dänemark) und im Musée d’art et d’histoire in Neuchâtel.
- Die Bronzeskulptur Il camminante (Der Wanderer) befindet sich in Modena auf dem Largo Mario Alberto Pucci vor der Palazzina Pucci.[18]
- Eine Bronzestatue von Carlo Parolas berühmtem Fahrradkick, aus dem er das Logo für die Fußballer-Alben von Panini entwarf, befindet sich auf dem Gelände von Panini.
- Der plastische Prototyp seines ersten Kunstwerks auf elastischer Keramik mit dem Titel „Pensiero di testa“ (Kopfgedanke), das für die erste Ausgabe des Festivalfilosofia geschaffen wurde, befindet sich an der Wand auf dem Piazzale Avanzini in Sassuolo.[19][20]

## Andere Werke
- Als Grafiker bei der Firma Panini in Modena angestellt, schuf er 1970 nach einem Foto von Corrado Bianchi die Zeichnung, auf der der berühmte Freistoß von Carlo Parola verewigt ist und die zum Logo und Symbol der Fußballer-Alben von Panini wurde.[21][22]
- 1986 entwarf er die Kostüme für das Tanztheaterstück „Tufo“ der Gruppe Sosta Palmizi eine Produktion des Centro in Teatro di Polverigi (Ancona).[23]
- 1995 wurde Worshiping icons, eine von den Werken von Wainer Vaccari inspirierte Tanzperformance, von der Dance Company des Theaters Kopenhagen mit einer Choreographie von Warren Spears aufgeführt.
- Er hat die Illustrationen für das Buch Baggio Etrusco von Edizioni Limina, Arezzo 2005 angefertigt.[24]
- Er gestaltete das Cover von Dormi amore, la situazione non è Buona (Schlaf, meine Liebe, die Situation ist nicht gut), dem Album von Adriano Celentano aus dem Jahr 2007, auf dem der Sänger als Boxer dargestellt wird.[25]